# 가토 아키나리
가토 아키나리(일본어: 加藤明成, 1592년 ~ 1661년 2월 20일)는 에도 시대의 다이묘로, 아이즈번의 2대 번주이다. 미나쿠치 번 가토 가문 제2대 당주. 어릴적 이름은 마고지로(孫次郎)이다.
분로쿠 원년(1592년), 아이즈 번의 초대 번주인 가토 요시아키의 맏아들로 태어났다. 간에이 8년(1631년), 아버지가 사망하자 그 뒤를 이어 아이즈 번 40만 석 영지를 상속받았다. 간에이 16년(1639년), 지진으로 무너진 7층짜리 쓰루가 성 천수각을 5층으로 고쳐 수리하고 성을 크게 보수하고 확충하였다. 하지만 이때 막부의 법령을 무시하고, 영내에 무거운 세금을 부과하였다. 또 어리석고 통솔력이 부족하여 가신들과 대립하였는데, 결국 중신 호리 몬도와 불화를 빚으면서, 호리 일족과 가신들이 무장을 하고 성을 이탈하여 쓰루가 성을 향해 총격을 가하고, 막부에 아키나리의 비행을 호소하는 사건이 발생한다. 아키나리는 호리 일당을 추적하여 처형하였으나, 이 일로 막부의 문책을 받아 영지를 몰수당했다. 그 후 맏아들 아키토모가 봉해진 요시나가 번으로 내려가 은거하였고, 만지 4년(1661년)에 70세의 나이로 사망하였다.